# د. ويلي أندرسون
د. ويلي أندرسون (بالإنجليزية: D. Wiley Anderson)‏ هو مهندس معماري أمريكي، ولد في 20 أغسطس 1864، وتوفي في 7 أبريل 1940.